# Kanpei
Hybride
Parent  A  de l'hybridation 
  Citrus ×tangerina 
×

Parent  B  de l'hybridation 
  Citrus poonensis 
Classification phylogénétique
Kanpei est un agrume japonais du genre Citrus obtenu par la Station expérimentale d'arbres fruitiers de la préfecture d'Ehimé en 1991. C'est un fruit d'hiver, doux et sans pépins, à peau très fine, facile à peler, à texture agréable et au gout équilibré. Il est représentatif des nouvelles générations de cultivars de tangor de haute qualité sélectionnés par les obtenteurs japonais.

## Dénomination
Kanpei est la transcription phonétique du japonais 甘平 hiragana かんぺい (Ka-n pe-i), c'est le nom adopté par la FAO en 2009 à la suite de son enregistrement au Japon, il est repris dans toutes les langues. En chinois 甘平 (gān píng),, en coréen 감평 (Gam pyeong).
甘 signifie doux, et 平 plat, caractéristiques remarquables du fruit. Son nom de cultivar dans la nomenclature de l'obtenteur est 愛媛34号 Ehimé no 34.

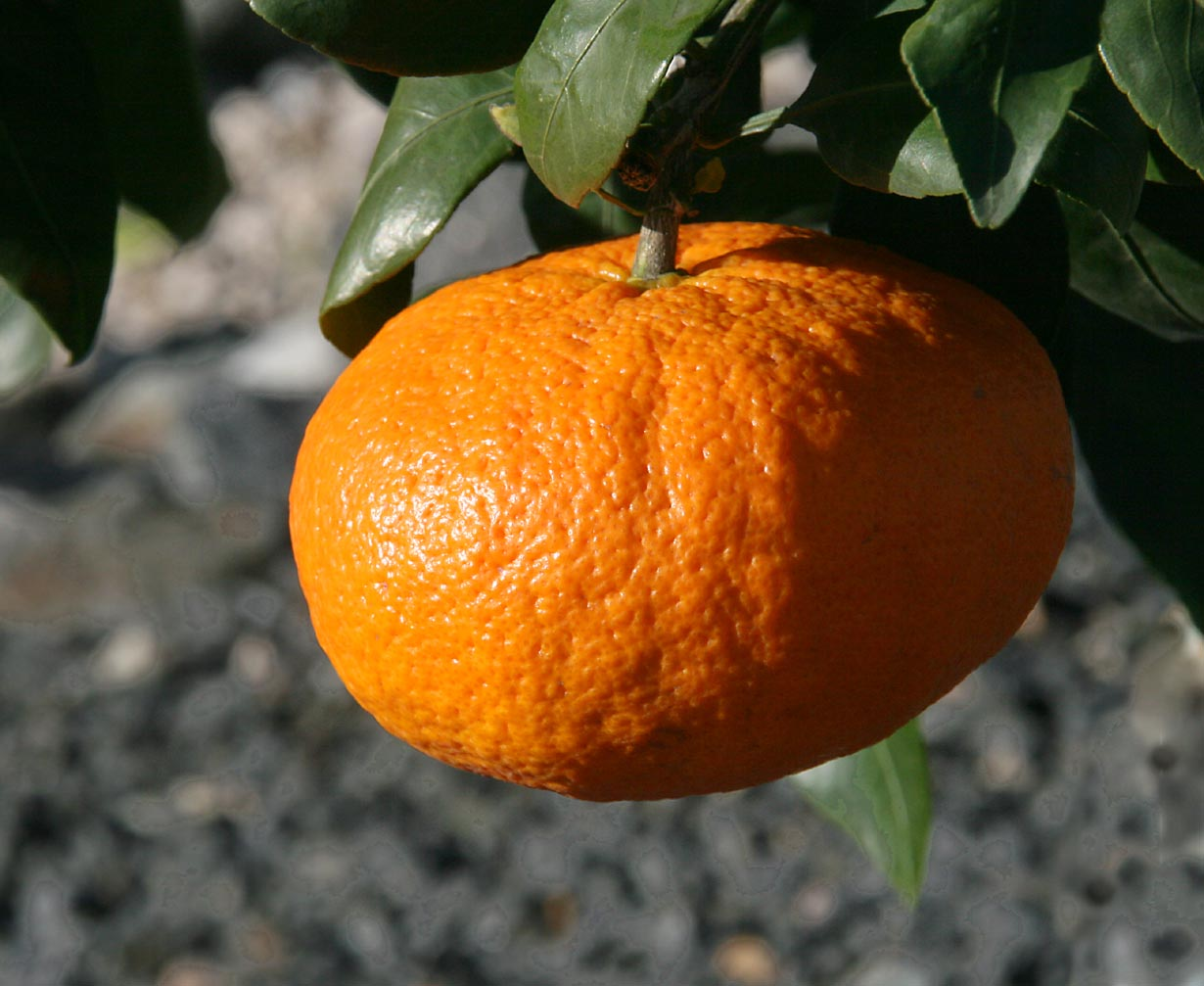
Kanpei sur l'arbre

Depuis 2015, 愛媛クィーンスプラッシュ (Ehime ku~īn supurasshu) qui signifie la Reine (Ku-in, anglais Queen) éclatante en bouche ou éclaboussante (supurasshu, phonétiquement Splash) de Ehimé est la marque que peut porter une faible fraction de la production qui répond à 3 critères de qualité:    
- teneur minimale en sucre 13 ° Brix, (l'acidité relative inférieure à 1,2 %, niveaux comparables à ceux du dékopon),
- critère de présentation : couleur orange uniforme, forme parfaite, absence de cicatrices ou traces de piqure, et enfin
- diamètre du fruit compris entre 8 et 10,2 cm[5],[6].

La ville de Ainan s'est fait une spécialité de ces kanpei parfaits.

## Histoire
Au printemps 1991, la station expérimentale des fruits de Matsuyama à Ehime (Kanpei est également appelé Ehime no 34) obtient par semis un cultivar qui donne ses premiers fruits en 1997. Ses qualités organoleptiques exceptionnelles le font définir comme un hybride de 西の香 (Nishinoka) x Shiranui (le type du célèbre dékopon). Son enregistrement date de 2007, un séquençage réalisé en 2014 montre qu'il s'agit d'un hybride de Ponkan x Nishinoka. Nishinoka ou Nishinokaori (Agrume Kuchinotsucho no 20) est lui-même un hybride de Kiyomi - premier tangor crée au Japon dont la descendance est nombreuse- hybridé par une orange douce Trovita. Kanpei résulte de la pollinisation de ce Nishinokaori, très sucré par la petite (7 cm) mandarine asiatique Ponkan.
La culture du kanpei a été introduite à Chongqing par l'Institut de recherche sur les agrumes de l'Académie chinoise des sciences agricoles en 2013 en Chine via la Corée. La production a commencé en 2016 il est connu sous le nom de 甘平 (Gan Ping). Les fruits chinois sont plus précoces d'un mois que les fruits de Ehimé.

## Caractéristiques

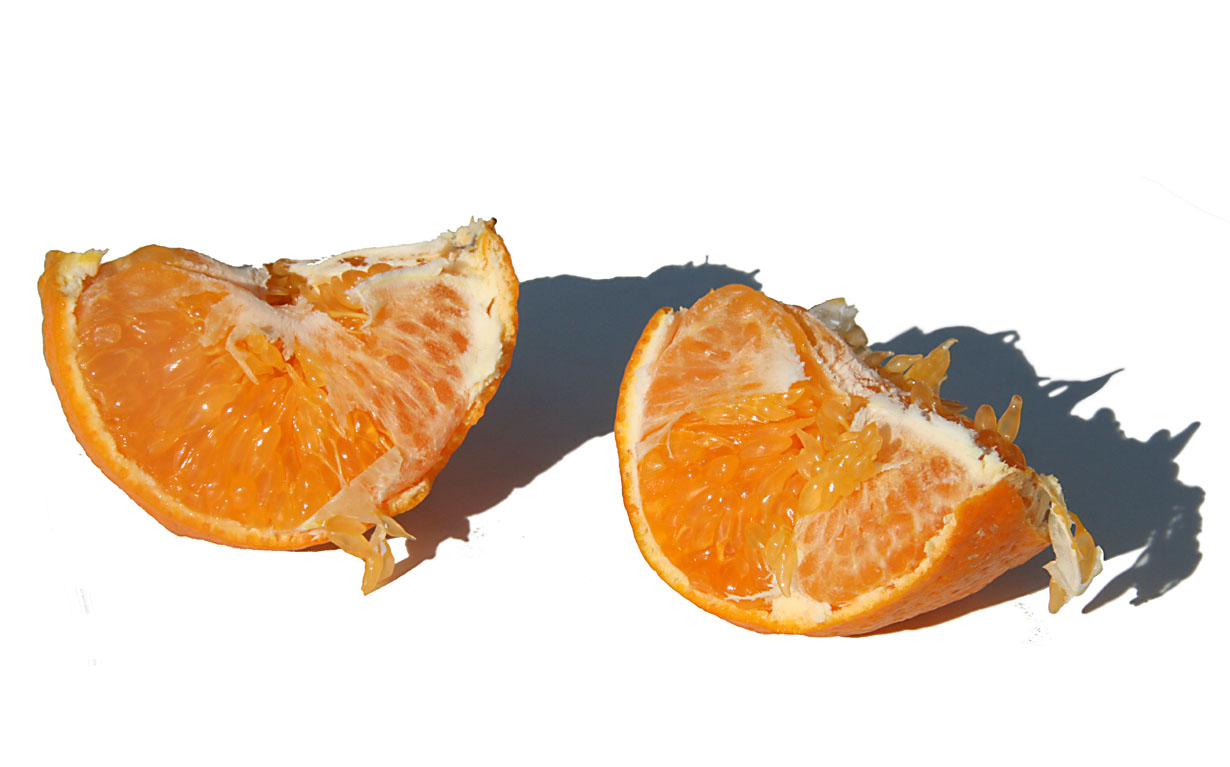
Kanpei ouvert en quatre, la peau est très fine

### Un beau fruit
Il s'agit d'un agrume de bouche facile à manger et qui ne salit pas les mains.
Le fruit est gros pour un tangor, environ 250 g qui peut monter à 450 g (comme le dékopon). La forme est plate d'un diamètre moyen de 9 cm, hauteur  moyenne 6 cm, autostérile généralement sans pépins, la peau est fine (2 mm) facile à peler. Toutes ces caractéristiques le font ressembler à Setoka (せとか) enregistré en 2001 qui a toutefois un équilibre sucre/acide différent car moins acide. La pulpe, dont la teneur en sucre peut aller à 17 ° Brix est remarquable par sa texture fondante/croquante et par son gout qualifié de délicat. La cloison des quartiers est fine et insensible sous la dent. Maturité février au Japon (Ehimé littoral). Forte teneur en sucre, peau fine, gros fruit rendent le fruit attractif et fragile donc plus difficile à cultiver.
Facteur améliorant kanpei est greffée sur bigaradier (Citrus aurantium). Sa précocité en fait un complément au dekopon parmi les agrumes de qualité, davantage qu'un concurrent.

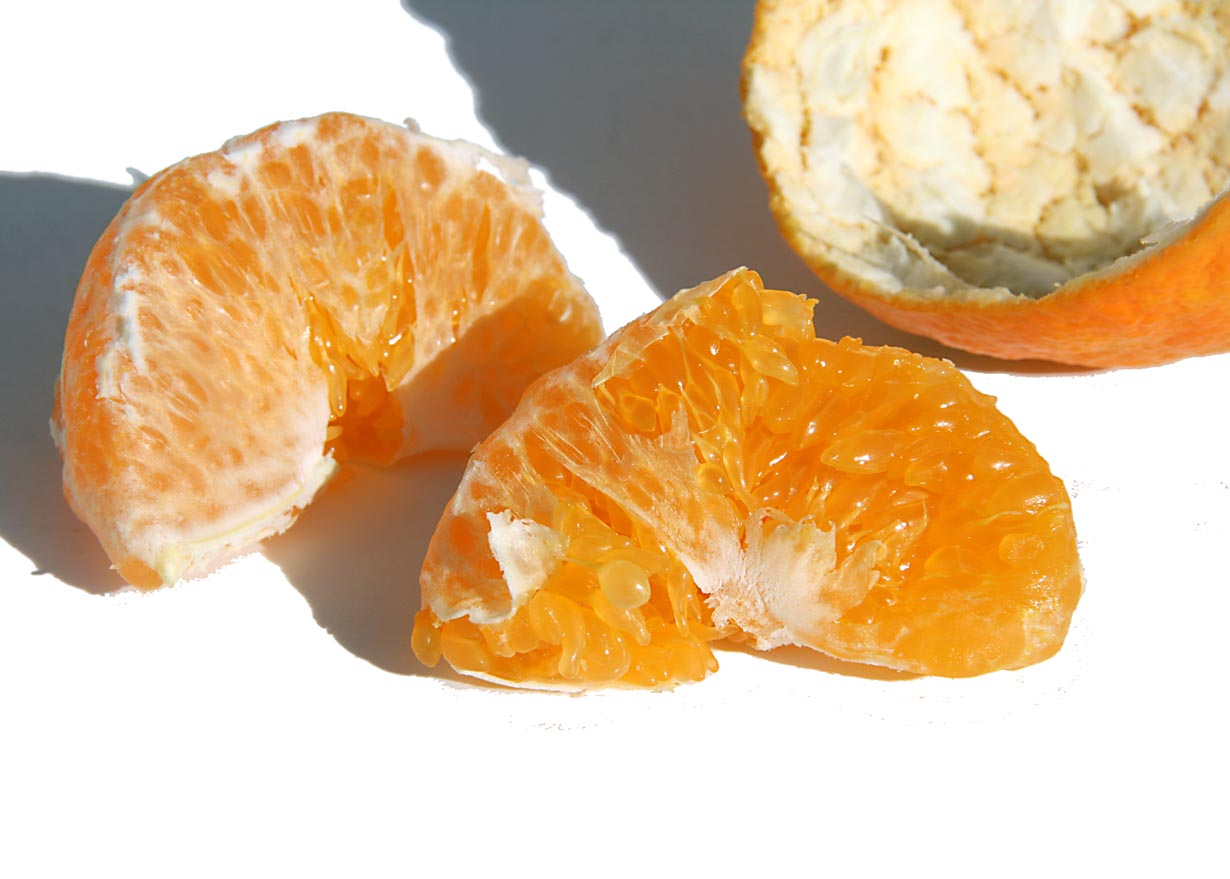
Le quartier est généreux, ses cloisons insensibles sous la dent, les loges très juteuses donnent une texture croquante, pétillante.

### Production et prix
La qualité du fruit tient aussi aux pratiques culturales. Le principal souci des producteurs est d'éliminer l'éclatement du fruit, pour ce faire le sol est maintenu humide par paillage (en plein champ, 3 × 3 m). La zone de production au Japon est littorale (villes de Matsuyama et de Yawatahama) de façon à prévenir les dégâts causés par le gel. Les études notent un caractère alternant marqué (la taille est en gobelet). En 2014, la production était de 1 256 t. autrement dit faible.
En janvier 2022, le kanpei de Ehimé est commercialisé entre 8 et 12 €/kg, soit environ 2 à 3 € ou 2,25 à 3,5 $ le fruit.

### Consommation
Le fruit est normalement consommé tel quel, en quartiers à température ambiante. On trouve quelques recettes de salades (avec du chou), de canapés (avec du yaourt).

## Huile essentielle
Une publication coréenne (2021) en donne la composition. L'huile essentielle de kanpei analysée ne contient pas de γ-terpinène qui est élevé dans les huiles essentielles de mandarine Satsuma, dékopon et autres tangors, en revanche le β-Ocimène est présent en plus grande quantité que dans les autres agrumes d'où une douceur florale de son parfum. Cette huile essentielle n'est pas disponible sur le marché.